# Емелек
„Емеле́к“ (на испански: Club Sport Emelec) е еквадорски футболен клуб от Гуаякил. Един от четирите най-титулувани клубове в страната наред с „Барселона (Гуаякил)“ и отборите от столицата Кито „Ел-Насионал“ и „ЛДУ“.

## История
Клуб е основан на 28 април 1929 година от служителите на „Електрическата компания на Еквадор“ (на испански: Empresa Eléctrica del Ecuador). Името на клуба е съкратено название на компанията на испански език — „Empresa Eléctrica del Ecuador“. Отборът играе в цвят електрик, и носи прякора „Електричарите“ като е спонсориран от компанията.
14-кратен шампион на Еквадор. През 2011 година „Емелек“ става финалист на последната Копа Мерконорте, където отстъпва на финала от колумбийския „Атлетико Насионал“. А останалите три издания на тази купа на финала играят само представители на Колумбия.

## Успехи
Национални
- Серия А:
  -  Шампион (14): 1957, 1961, 1965, 1972, 1979, 1988, 1993, 1994, 2001, 2002, 2013, 2014, 2015, 2017
    -  Вицешампион (13): 1960, 1963, 1966, 1967, 1970, 1989, 1996, 1998, 2006, 2010, 2011, 2012, 2016, 2021

Международни
- Копа Мерконорте:
  -  Финалист (1): 2001

## Известни футболисти
- Даниел Витери
- Ариел Грасиани
- Хорхе Гуагуа
- Иван Кавиедес
- Феликс Ласо
- Маркос Мондаини
- Джо-Макс Мур
- Нелсиньо
- Кристиан Нобоа
- Хосе Мария Пирис
- Аугусто Поросо
- Карлос Алберто Рафо
- Хосе Мануел Рей
- Хамилтън Рикард
- Велингтон Санчес
- Иван Уртадо
- Едуардо Уртадо
- Мигел Фалеро
- Анхел Фернандес
- Марсело Елисага
- Луис Мигел Ескалада